# Ptice

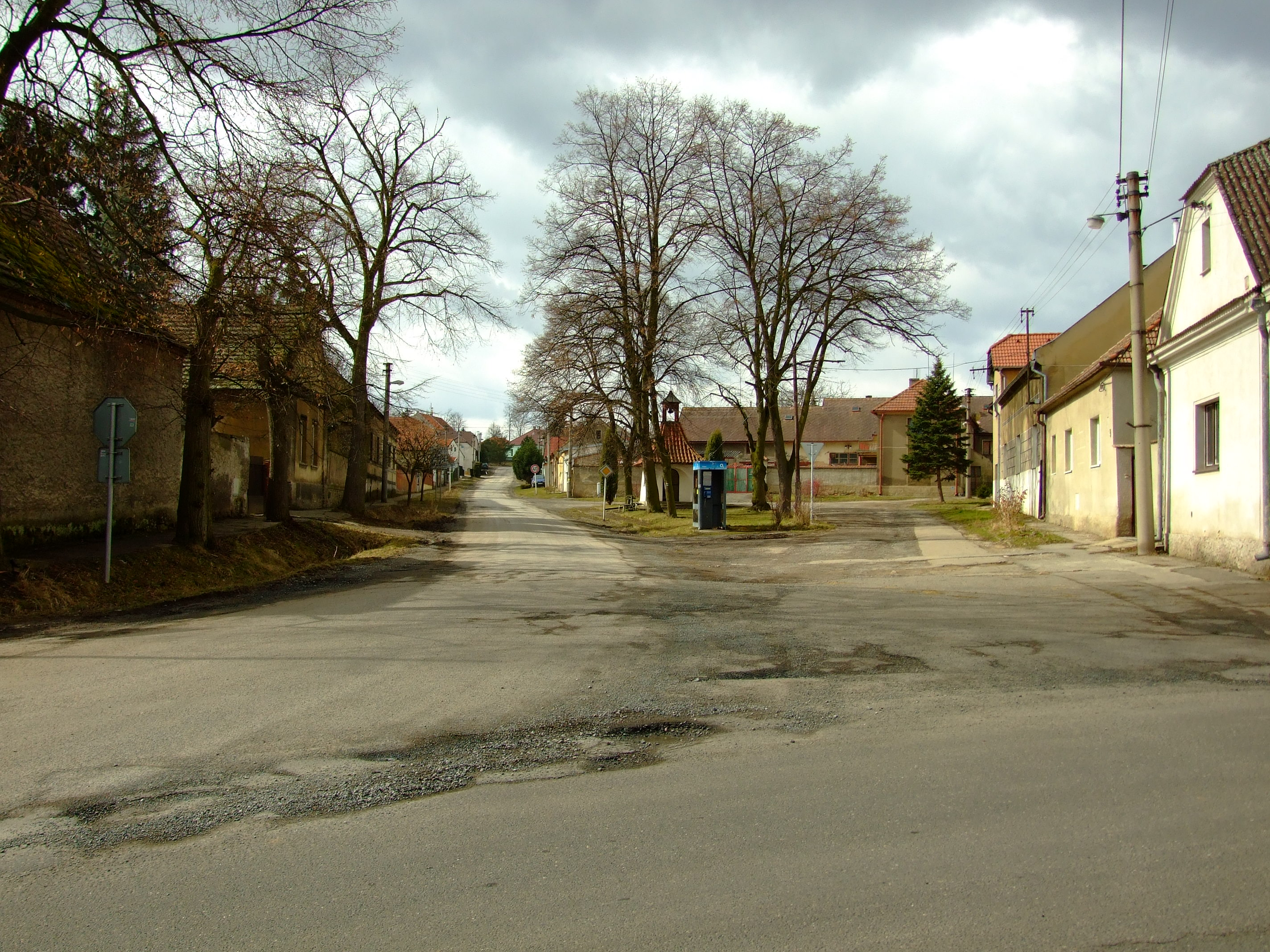
Dorfplatz in Horní Ptice

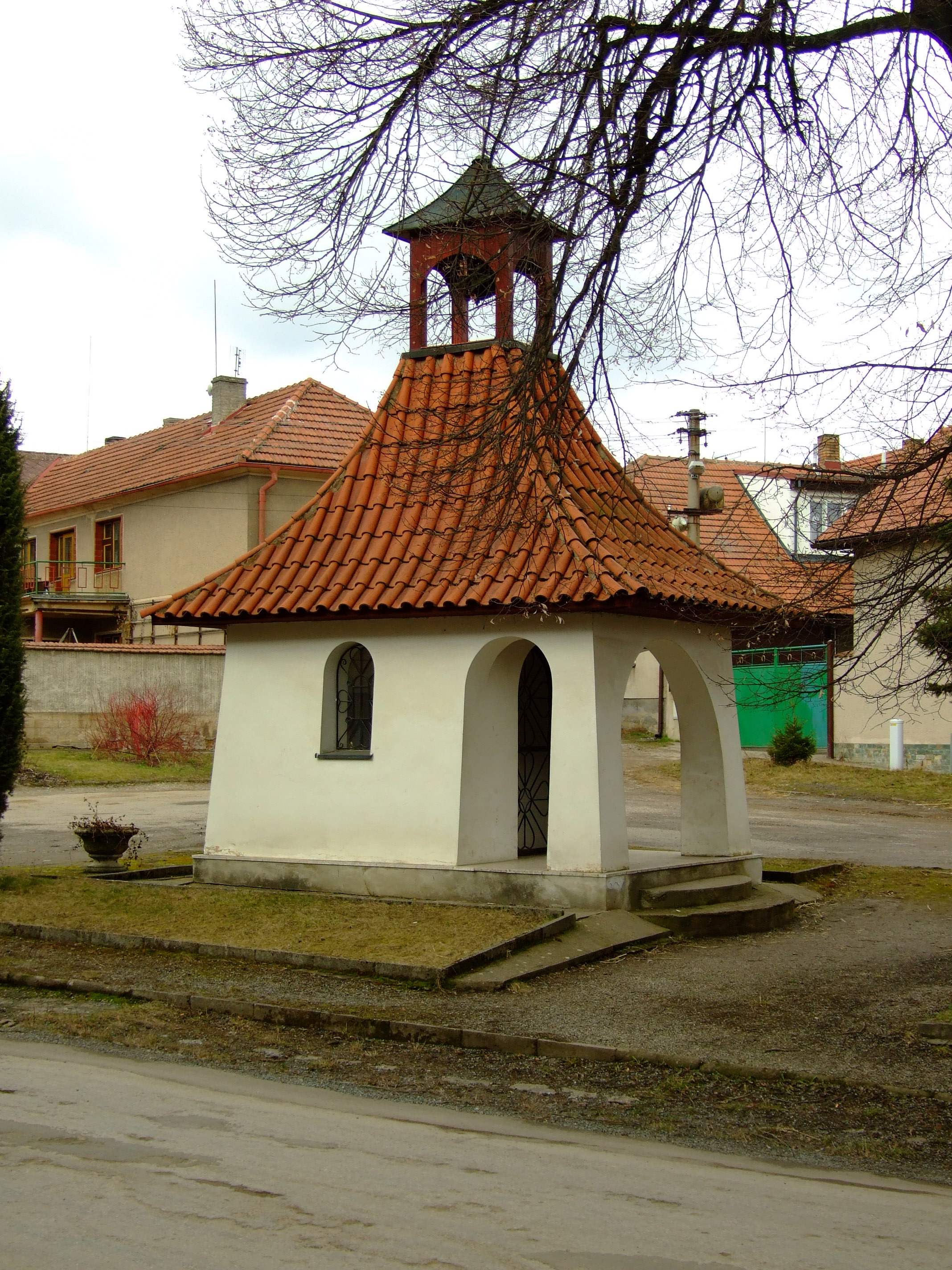
Kapelle der Jungfrau Maria in Horní Ptice

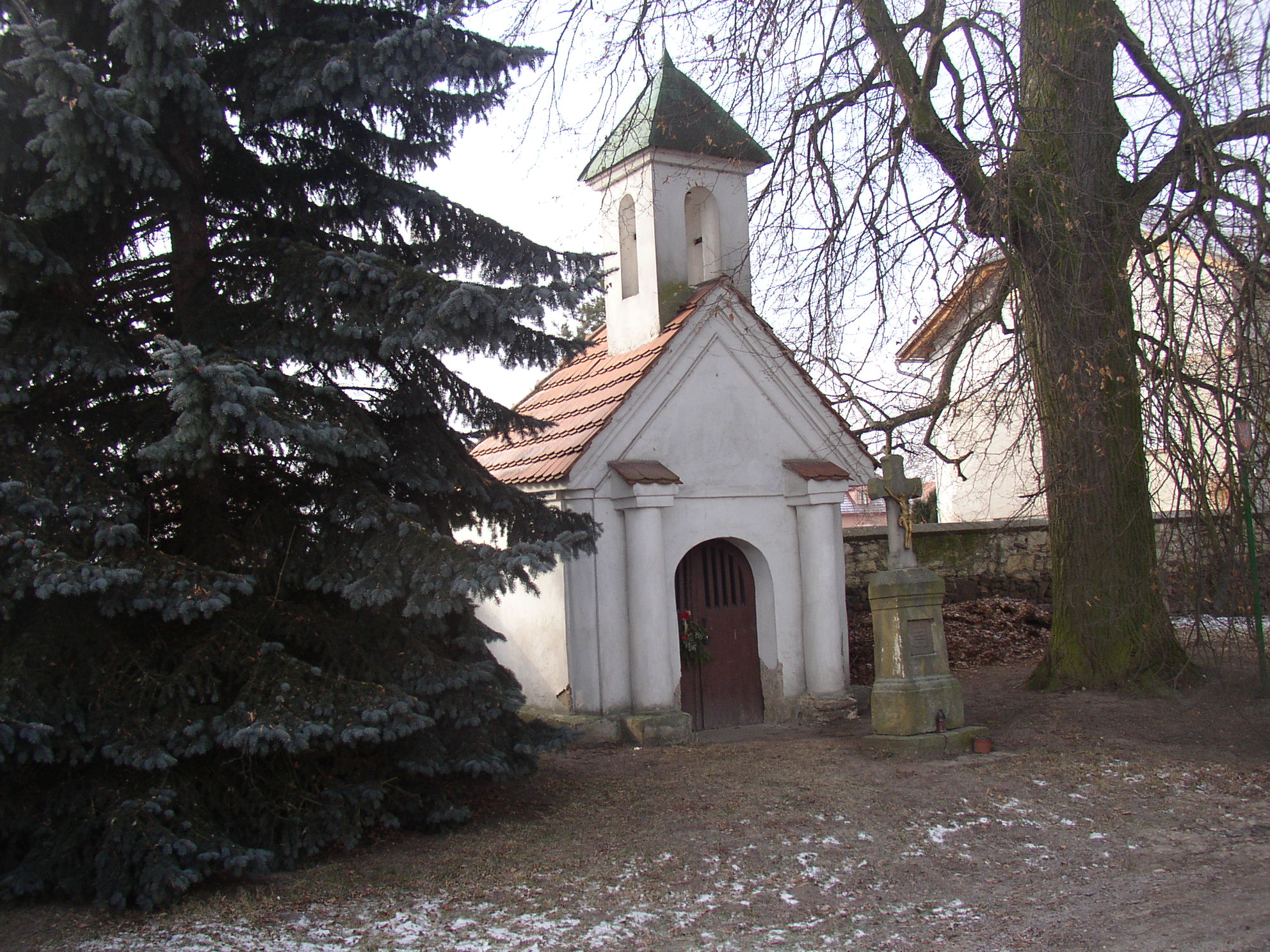
Kapelle und Kreuz in Dolní Ptice

Ptice (deutsch Ptitsch) ist eine Gemeinde in Tschechien. Sie liegt 19 Kilometer westlich des Stadtzentrums von Prag und gehört zum Okres Praha-západ.

## Geographie
Ptice befindet sich rechtsseitig über der Quellmulde des Baches Radotínský potok auf der Hostivická tabule (Hostiwitzer Tafel). Das sich in Ost-West-Richtung erstreckende Dorf besteht aus zwei Ortslagen; die westliche ist Horní Ptice, die östliche Dolní Ptice. Südlich erhebt sich der Kbel (405 m n.m.), im Südwesten der Litovský vrch (407 m n.m.) sowie westlich der Karabinský vrch (440 m n.m.) und der Prostřední vrch (394 m n.m.). Am westlichen Ortsausgang liegt der Teich Jezírko, am östlichen Ortsrand der Teich Bednář. Durch den Ort führt die Staatsstraße II/101 zwischen Unhošť und Rudná. Gegen Westen und Südwesten erstreckt sich der Naturpark Povodí Kačáku.
Nachbarorte sind Červený Újezd und Hájek im Norden, Jeneč, Litovice und Břve im Nordosten, Chýně, Na Vyhlidce und Chrášťany im Osten, Rudná und Úhonice im Südosten, Višňovka, Loděnice und Chrustenice im Süden, Nenačovice und Chrbiny im Südwesten, Mirodol, Dolní Podkozí und Podkozí im Westen sowie Nouzov, Štoka, Na Štokách und Svárov im Nordwesten.

## Geschichte
Die erste schriftliche Erwähnung von Ptice erfolgte im Jahre 1328 als Besitz des Sakristans Vlk von der Kirche des hl. Veit auf der Prager Burg. Der Ortsname leitet sich vom chorvatischen Wort ptica (Vogel) ab, der Überlieferung nach sollen hier Vogelfänger gelebt haben. Im Mittelalter wurde in der Umgebung von Ptice Eisenerz abgebaut. Als Besitzer der beiden Dörfer wechselten sich verschiedene niedere Adlige, der Klerus und der Landesherr ab. Ab 1713 stand das Gut unter der Verwaltung des Prager Domkapitels. Später kaufte Karl Joachim von Bredau das Gut Ober-Ptič von der Gräfin Wratislaw, geborene von Říčan und schlug es seiner Herrschaft Tachlowitz zu. Seine Erben verkauften die Herrschaft 1732 an Anna Maria Franziska von Sachsen-Lauenburg. 1741 erbte deren Tochter Maria Anna Carolina den Besitz; 1751 folgte ihr Sohn Herzog Clemens Franz und nach dessen Tode im Jahre 1770 Kurfürst Maximilian III. Joseph von Bayern. Da der Kurfürst kinderlos blieb, erbte 1777 Herzog Karl August von Zweibrücken die Herrschaft. Dieser verkaufte sie 1784 an Christian August zu Waldeck, Pyrmont und Rappoldstein als nicht landtäflischen Naturalbesitz, der ihm 1790 vertragsgemäß wieder zufiel. 1795 erbte sein Bruder Maximilian Joseph die Herrschaft. Er trat sie 1805 im Zuge seiner Krönung zum ersten König des Königreichs Bayern zusammen mit allen anderen Zweibrückschen Herrschaften in Böhmen (Herrschaften Politz, Reichstadt, Ploschkowitz, Buschtiehrad, Schlackenwerth, Kronporitschen, Katzow und Swoleniowes mit den Lehnhöfen Stareschowsky und Zichowsky) per Staatsvertrag an Erzherzog Ferdinand ab. 1824 erbte dessen Sohn Großherzog Leopold II. von Toskana den Besitz.
Im Jahre 1844 bestand das Dorf Ober-Ptič aus 36 Häusern mit 269 Einwohnern; im Ort gab es einen obrigkeitlichen Meierhof, ein dominikales Jägerhaus und ein Wirtshaus. Zu Ober-Ptič inskribiert war das obrigkeitliche Hegerhaus Pod Chrbiny bzw. U Kraybicha. Ober-Ptič war Sitz eines der drei Forstreviere der Herrschaft; das Ptitscher Revier bewirtschaftete 1372 Joch Waldfläche, die sich entlang des Katschitzer Baches und seiner Zuflüsse erstreckte. In der zugehörigen Waldstrecke Gebina lag ein verlassenes Eisensteinbergwerk, zu dem früher ein an der Stelle der Regner Mühle (Rejnov) am Katschitzer Bach gelegenes Hammerwerk sowie ein bachaufwärts auf der Wiese Hutě gestandener Hochofen gehört hatten. Das aus 24 Häusern bestehende Dorf Unter-Ptič hatte 148 Einwohner; hier gab es ebenfalls ein Wirtshaus. Beide Dörfer gehörten zum Rakonitzer Kreis und waren nach Auhonitz gepfarrt. Bis zur Mitte des 19. Jahrhunderts blieben Ober-Ptič und Unter-Ptič der Herrschaft Tachlowitz untertänig. Amtssitz war Groß-Jentsch. Ab 1847 gehörte die Herrschaft zum Privatbesitz des österreichischen Kaiserhauses Habsburg-Lothringen.
Nach der Aufhebung der Patrimonialherrschaften entstand 1850 die Gemeinde Ptice mit den Ortsteilen Libečov, Horní Ptice und Dolní Ptice sowie der Ansiedlung Chrbiny im Gerichtsbezirk Unhošť. 1857 wurde die Kladno-Nučicer Montanbahn errichtet; sie führte nördlich und östlich an Ptice vorbei. 1868 wurde die Gemeinde dem Bezirk Smichow zugeordnet, ab 1893 gehörte sie zum neu gebildeten Bezirk Kladno. Seit den 1880er Jahren führte die Gemeinde den Namen Ptíče. Libečov löste sich zum Ende des 19. Jahrhunderts los, zugleich wurde der Gemeindename in Horní Ptíče geändert. Nach der Gründung der Tschechoslowakei wurde die Grundherrschaft Tachlovice als Besitz der Habsburger konfisziert und verstaatlicht. Wenig später wurde das Waldgebiet am Kačák mit den Ansiedlungen Dolní Podkozí und Rejnov von der Gemeinde Svárov abgetrennt und Horní Ptíče zugeschlagen. Seit 1924 führte die Gemeinde den Namen Horní Ptice. Die Ortsteile Horní Ptice und Dolní Ptice wuchsen in der ersten Hälfte des 20. Jahrhunderts zu einer Einheit zusammen. 1949 wurde die Gemeinde Horní Ptice dem Okres Praha-západ zugeordnet. Im darauf folgenden Jahr erfolgte die Umbenennung der Gemeinde in Ptice; zugleich wurden die beiden Ortsteile fusioniert. Bei der Gebietsreform von 1960 kam Ptice wieder zum Okres Kladno zurück. Ende 1968 erfolgte die Stilllegung des Streckenabschnittes der Montanbahn zwischen dem Abzweig Max und Hořelice, wenig später wurden die Gleisanlagen rückgebaut. Am 1. Juli 1974 wurde die Gemeinde wieder vom Okres Kladno in den Okres Praha-západ umgegliedert.

## Gemeindegliederung
Für die Gemeinde Ptice sind keine Ortsteile ausgewiesen. Grundsiedlungseinheiten sind Dolní Podkozí (Unter Podkozy) und Ptice. Zu Ptice gehören außerdem die Siedlungen Chrbiny (anteilig),  Mirodol und Rejnov (Regner Mühle). Der Kernort gliedert sich in die Ortslagen Horní Ptice (Ober Ptitsch) und Dolní Ptice (Unter Ptitsch).

## Partnergemeinde
- Ledro, Italien: Am 28. Juni 2008 schlossen die Städte und Gemeinden Příbram, Všeň, Milín, Buštěhrad, Nový Knín, Ptice, Chyňava und Doksy einen Partnerschaftsvertrag mit dem italienischen Gemeindeverbund Val di Ledro, die beteiligten Gemeinden Pieve di Ledro, Bezzecca, Concei, Molina di Ledro, Tiarno di Sopra und Tiarno di Sotto fusionierten 2010 zur Gemeinde Ledro.[5]

## Sehenswürdigkeiten
- Kapelle der Jungfrau Maria auf dem Dorfplatz von Horní Ptice
- Kapelle in Dolní Ptice, daneben befinden sich ein Steinkreuz aus dem Jahre 1872 und eine geschützte Winterlinde
- Barocker Speicher in Dolní Ptice, das Kulturdenkmal dient heute als Wohngebäude
- Gedenkstein für die Gefallenen des Ersten Weltkrieges, im Park zwischen Horní und Dolní Ptice
- Svárovská lípa, geschützte Winterlinde von 30 m Höhe, westlich von Horní Ptice im Wald am Karabinský vrch
- St. Adalbert-Stollen (Štola sv. Vojtěcha), südwestlich des Karabinský vrch im Kačáktal, ehemaliges Eisenerzbergwerk aus dem 19. Jahrhundert. Er steht bis in 0,40 m unter Wasser und wird von Fledermäusen als Winterquartier genutzt. Angeblich soll der Stollen mit dem Eisenerzbergwerk Chrustenice in Verbindung stehen.

## Persönlichkeiten
- Petr Kellner, der Unternehmer errichtete in den Jahren 2009–2010 in Dolní Podkozí seine Residenz. Anstelle des Gutes U Skrčených entstand die von der Familie Kellner bewohnte Villa. Auf dem dahinterliegenden Hügel entstand auf dem Gelände eines baufälligen Ferienlagers das Reitzentrum Podkozí. Das Areal ist von einer hohen Schiefermauer umgeben.[6]